# Vibilia jeangerardi
Vibilia jeangerardi is een vlokreeftensoort uit de familie van de Vibiliidae. De wetenschappelijke naam van de soort is voor het eerst geldig gepubliceerd in 1845 door Lucas.